# Royale Charleroi Sporting Club 2014-2015
Questa voce raccoglie le informazioni riguardanti il Royale Charleroi Sporting Club nelle competizioni ufficiali della stagione 2014-2015.

## Stagione
Nella stagione 2014-2015 lo Charleroi ha disputato la Pro League, massima serie del campionato belga di calcio, terminando la stagione regolare al sesto posto con 49 punti conquistati in 30 giornate, frutto di 14 vittorie, 7 pareggi e 9 sconfitte. Grazie a questo piazzamento è stato ammesso alla seconda fase valevole per decretare il vincitore del campionato, terminando questo girone al quinto posto con 36 punti conquistati in 10 giornate, frutto di 3 vittorie, 2 pareggi e 5 sconfitte più i 25 punti di bonus derivanti dal piazzamento nella stagione regolare. Grazie a questo piazzamento lo Charleroi è stato ammesso al test-match per la qualificazione al secondo turno preliminare della UEFA Europa League 2015-2016 contro il Mechelen: dopo aver perso la gara di andata lo Charleroi ha vinto la gara di ritorno in casa ribaltando il risultato e qualificandosi per la UEFA Europa League. Nella Coppa del Belgio lo Charleroi è sceso in campo dai sedicesimi di finale, raggiungendo i quarti di finale dove è stato eliminato dal Cercle Bruges.

## Rosa
| N. |                    | Ruolo | Calciatore          |
| -- | ------------------ | ----- | ------------------- |
| 1  | Francia (bandiera) | P     | Nicolas Penneteau   |
| 3  | Francia (bandiera) | D     | Steeven Willems     |
| 4  | Belgio (bandiera)  | D     | Jonathan Vervoort   |
| 5  | Belgio (bandiera)  | D     | Robin Leemans       |
| 6  | Belgio (bandiera)  | D     | Sébastien Dewaest   |
| 7  | Francia (bandiera) | C     | Clément Tainmont    |
| 8  | Spagna (bandiera)  | D     | Javi Martos         |
| 9  | Francia (bandiera) | A     | Cédric Fauré        |
| 10 | Senegal (bandiera) | C     | Mohamed Daf         |
| 13 | Senegal (bandiera) | C     | Christophe Diandy   |
| 15 | Belgio (bandiera)  | P     | Valentin Baume      |
| 16 | Belgio (bandiera)  | P     | Maxime Vandermeulen |
| 17 | Grecia (bandiera)  | D     | Stergos Marinos     |
| 19 | Angola (bandiera)  | C     | Clinton Mata        |

| N. |                           | Ruolo | Calciatore         |
| -- | ------------------------- | ----- | ------------------ |
| 20 | Belgio (bandiera)         | C     | Jessy Gálvez López |
| 22 | Belgio (bandiera)         | D     | Guillaume François |
| 23 | Belgio (bandiera)         | C     | Karel Geraerts     |
| 25 | Francia (bandiera)        | C     | Damien Marcq       |
| 26 | Mali (bandiera)           | A     | Kalifa Coulibaly   |
| 27 | Francia (bandiera)        | A     | Lynel Kitambala    |
| 28 | Belgio (bandiera)         | C     | Enes Sağlık        |
| 35 | RD del Congo (bandiera)   | P     | Parfait Mandanda   |
| 41 | Rep. del Congo (bandiera) | D     | Francis N'Ganga    |
| 80 | Belgio (bandiera)         | C     | Kenneth Houdret    |
| 88 | RD del Congo (bandiera)   | C     | Dieumerci Ndongala |
| 92 | RD del Congo (bandiera)   | C     | Neeskens Kebano    |
|    | Belgio (bandiera)         | A     | Giuseppe Rossini   |

## Statistiche

### Statistiche di squadra
| Competizione          | Punti | In casa | In casa | In casa | In casa | In casa | In casa | In trasferta | In trasferta | In trasferta | In trasferta | In trasferta | In trasferta | Totale | Totale | Totale | Totale | Totale | Totale | DR  |
| Competizione          | Punti | G       | V       | N       | P       | Gf      | Gs      | G            | V            | N            | P            | Gf           | Gs           | G      | V      | N      | P      | Gf     | Gs     | DR  |
| --------------------- | ----- | ------- | ------- | ------- | ------- | ------- | ------- | ------------ | ------------ | ------------ | ------------ | ------------ | ------------ | ------ | ------ | ------ | ------ | ------ | ------ | --- |
| Pro League            | 49    | 15      | 8       | 3       | 4       | 23      | 12      | 15           | 6            | 4            | 5            | 21           | 19           | 30     | 14     | 7      | 9      | 44     | 31     | +13 |
| Pro League play-off   | 36    | 5       | 3       | 0       | 2       | 10      | 7       | 5            | 0            | 2            | 3            | 3            | 8            | 10     | 3      | 2      | 5      | 13     | 15     | -2  |
| Pro League test-match | -     | 1       | 1       | 0       | 0       | 2       | 0       | 1            | 0            | 0            | 1            | 1            | 2            | 2      | 1      | 0      | 1      | 3      | 2      | +1  |
| Coppa del Belgio      | -     | 3       | 3       | 0       | 0       | 6       | 1       | 1            | 0            | 0            | 1            | 0            | 2            | 4      | 3      | 0      | 1      | 6      | 3      | +3  |
| Totale                | -     | 24      | 15      | 3       | 6       | 41      | 20      | 22           | 6            | 6            | 10           | 25           | 31           | 46     | 21     | 9      | 16     | 66     | 51     | +15 |